# Абордажний палаш

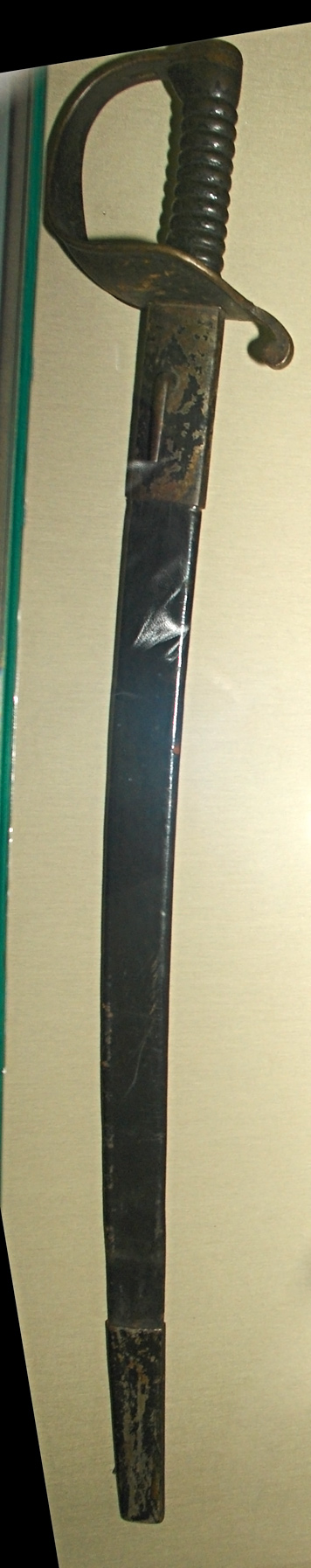
Абордажний палаш середини 19-го століття в піхвах

Абордажний палаш  — вид палаша, що застосовувався моряками в 16—19 століттях при абордажних боях. Абордажний палаш є довгоклинковою рубаючо-колючою зброєю з прямим широким клинком без долів, який має односторонню або полуторну заточку. Руків'я дерев'яне або металеве з гардою типу дужка, хрестовина, щиток. На відміну від піхотних палашів, які мали металеві або дерев'яні піхви, піхви для абордажного палаша зазвичай були шкіряними. Довжина клинка становила до 80 см, ширина — приблизно 4 см. Абордажний палаш мав більш довгий прямий клинок на відміну від досить короткого вигнутого клинка абордажної шаблі. Але мав схожий з нею ефес, який добре захищав руку від ворожої зброї.